# Niklas Karlsson
Niklas Karlsson, född 1980, är en svensk längdåkare med IFK Mora som klubb. Han blev SM-6:a i tremilen 2004 och bästa individuella världscupsresultat är två 37:e-platser (2004). Han var också med och gjorde en stark insats i det svenska förstalaget som kom på bronsplats i världscupstafetten i Falun 2005.